# Lundströmska gården

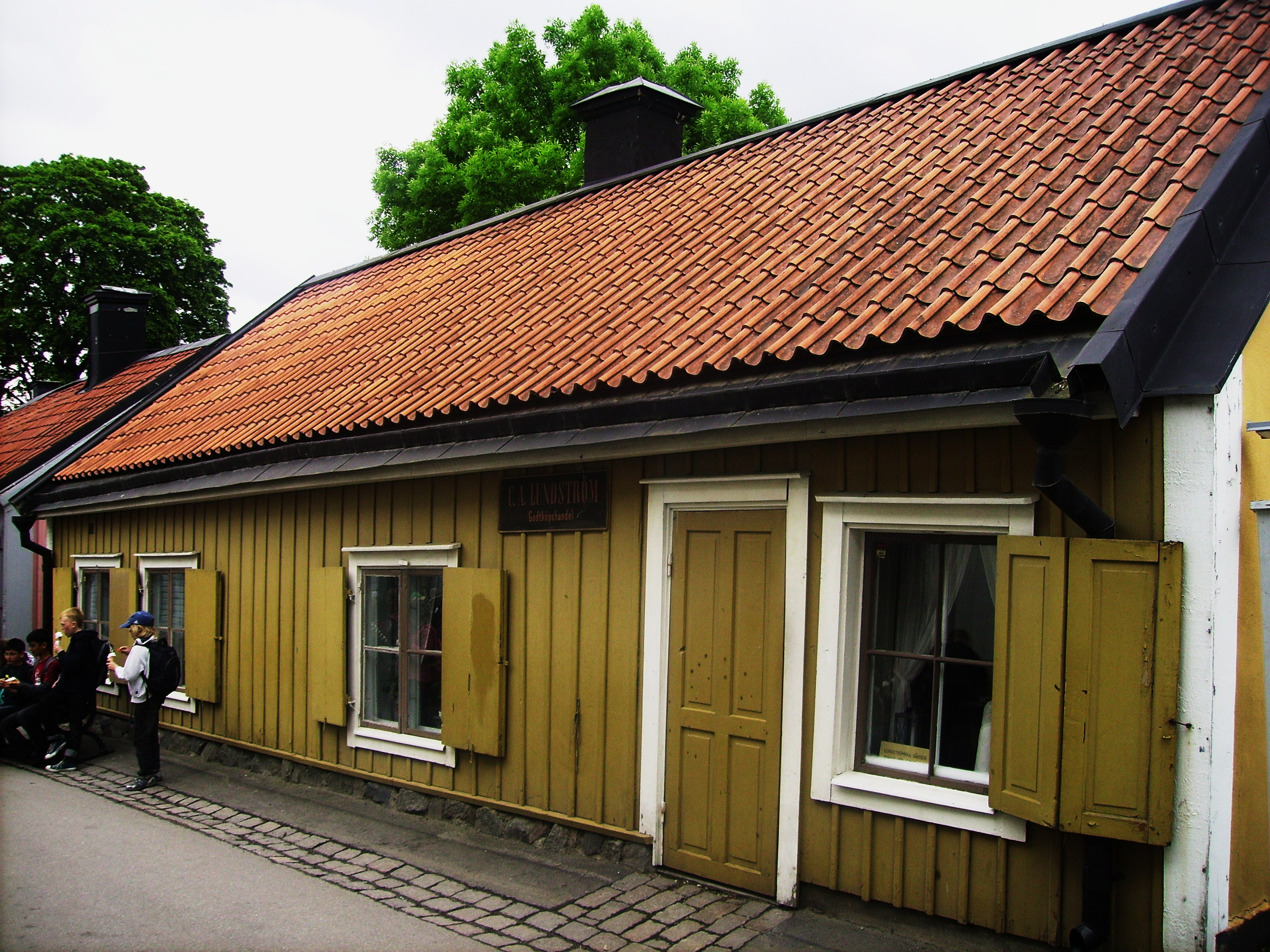
Lundströmska gården

Lundströmska gården är ett välbevarat borgarhem från sekelskiftet 1900, som ligger vid Stora gatan i Sigtuna.
Lundströmska gården anses vara ett ovanligt undantag i och med att väldigt få i sitt slag har förblivit oförändrade till vår tid. Den har fått sitt namn efter Carl August Lundström, som inköpte gården 1873 och öppnade en diversehandel, "godtköpshandel", där. När han avled 1904 stängdes butiken och varulagret avyttrades. Ende sonen, Vilhelm Lundström, ärvde gården efter moderns död.
Vilhelm och Enni Lundström lät det mesta vara som under föräldrarnas tid. När Vilhelm avled 1940 övertog husföreståndarinnan Signe Kjellberg gården med alla inventarier.
År 1958 köpte Sigtuna stad Lundströmska gården och 1973 genomfördes en restaurering. Målsättningen var att inte förändra eller tillintetgöra de stämningsvärden som Lundströmska gården ger. Idag utgör gården en del av Sigtuna museums verksamhetsområde.